# Union de Philadelphie
Maillots
Actualités
Dernière mise à jour : 10 janvier 2025.
Le Union de Philadelphie (en anglais : Philadelphia Union) est un club de football (soccer) professionnel basé à Philadelphie, fondé en 2008. La franchise intègre la Major League Soccer lors de la saison 2010. Elle fait partie de la Conférence Est. L'équipe joue ses matchs à domicile au Subaru Park, un stade dédié uniquement au soccer, situé au bord du Delaware.

## Histoire

### Le chemin vers la MLS
Pendant plusieurs années, la Major League Soccer est intéressée à d'établir une nouvelle franchise à Philadelphie. Plusieurs personnalités abordèrent le sujet. Il existe des discussions au fil du temps sur la localisation d'un stade pour une probable équipe puis, en 2006, c'est la ville de Chester qui est choisie.
Le 28 février 2008, Don Garber, le commissaire de la MLS annonce que Philadelphie obtiendra une franchise de soccer à compter de la saison 2010. Par la suite, Chester est confirmée comme la ville hôte du nouveau stade.
Le 21 décembre 2009, le Union annonce avoir organisé un partenariat avec le Reading Rage, équipe évoluant en Premier Development League, pour y faire évoluer ses plus jeunes joueurs. Le Union entretient ensuite un nouveau partenariat avec la franchise des Harrisburg City Islanders évoluant en USL Pro, celui-ci arrivant à terme à l'issue de la saison 2014.

## Palmarès et résultats

### Palmarès
| Compétitions nationales | Compétitions internationales | Trophées mineurs                                      |
| - Supporters' Shield (1) - Vainqueur : 2021. - Coupe MLS - Finaliste : 2022. - US Open Cup - Finaliste : 2014, 2015 et 2018. | - Ligue des champions de la CONCACAF - Une participation. - Meilleure performance : Demi-finale en 2021. - Leagues Cup - Meilleure performance : Troisième en 2023. | - MLS Fair Play Award (2) - Vainqueur : 2014 et 2015. |

### Bilan par saison
| Saison | Saison régulière | Saison régulière | Saison régulière | Saison régulière | Saison régulière | Saison régulière | Saison régulière | Position | Position | Coupe MLS                 | US Open Cup         | Ligue des champions CONCACAF | Affl. moy. saison régulière | Affl. moy. séries éliminat. |
| Saison | M                | V                | N                | D                | BP               | BC               | Pts              | Conf.    | Ligue    | Coupe MLS                 | US Open Cup         | Ligue des champions CONCACAF | Affl. moy. saison régulière | Affl. moy. séries éliminat. |
| ------ | ---------------- | ---------------- | ---------------- | ---------------- | ---------------- | ---------------- | ---------------- | -------- | -------- | ------------------------- | ------------------- | ---------------------------- | --------------------------- | --------------------------- |
| 2010   | 30               | 8                | 7                | 15               | 35               | 49               | 31               | 7e/8     | 14e/16   | Non qualifié              | Non qualifié        | Non qualifié                 | 19 254                      | N/Q                         |
| 2011   | 34               | 11               | 15               | 8                | 44               | 36               | 48               | 3e/9     | 8e/18    | Demi-finale de conférence | Non qualifié        | Non qualifié                 | 18 259                      | 18 539                      |
| 2012   | 34               | 10               | 6                | 18               | 37               | 45               | 36               | 8e/10    | 15e/19   | Non qualifié              | Demi-finale         | Non qualifié                 | 18 049                      | N/Q                         |
| 2013   | 34               | 12               | 10               | 12               | 42               | 44               | 46               | 7e/10    | 14e/19   | Non qualifié              | Quatrième tour      | Non qualifié                 | 17 867                      | N/Q                         |
| 2014   | 34               | 10               | 12               | 12               | 51               | 51               | 42               | 6e/10    | 12e/19   | Non qualifié              | Finale              | Non qualifié                 | 17 631                      | N/Q                         |
| 2015   | 34               | 10               | 7                | 17               | 42               | 55               | 37               | 9e/10    | 18e/20   | Non qualifié              | Finale              | Non qualifié                 | 17 471                      | N/Q                         |
| 2016   | 34               | 10               | 7                | 17               | 42               | 55               | 37               | 6e/10    | 13e/20   | Premier tour              | Quart de finale     | Non qualifié                 | 17 519                      | N/A                         |
| 2017   | 34               | 11               | 9                | 14               | 50               | 47               | 42               | 8e/11    | 16e/22   | Non qualifié              | Huitièmes de finale | Non qualifié                 | 16 812                      | N/Q                         |
| 2018   | 34               | 15               | 5                | 14               | 49               | 50               | 50               | 6e/11    | 11e/23   | Premier tour              | Finale              | Non qualifié                 | 16 518                      | N/A                         |
| 2019   | 34               | 16               | 7                | 11               | 58               | 50               | 55               | 3e/12    | 5e/24    | Demi-finale de conférence | Quatrième tour      | Non qualifié                 | 16 812                      | 18 530                      |
| 2020   | 23               | 14               | 5                | 4                | 44               | 20               | 47               | 1er/14   | 1er/26   | Premier tour              | Annulée             | Non qualifié                 | N/A                         | N/A                         |
| 2021   | 34               | 14               | 12               | 8                | 48               | 35               | 54               | 2e/14    | 6e/27    | Finale de conférence      | Non tenue           | Demi-finale                  | 12 097                      | 19 062                      |
| 2022   | 34               | 19               | 10               | 5                | 72               | 26               | 67               | 1er/14   | 2e/28    | Finale                    | Quatrième tour      | Non qualifié                 |                             | 19 530                      |

#### Meilleurs buteurs par saison
| Saison | Meilleurs buteurs | Meilleurs buteurs |
| Saison | Joueurs           | Buts              |
| ------ | ----------------- | ----------------- |
| 2010   | Sébastien Le Toux | 14                |
| 2011   | Sébastien Le Toux | 11                |
| 2012   | Jack McInerney    | 8                 |
| 2013   | Jack McInerney    | 12                |
| 2014   | Sébastien Le Toux | 12                |

| Saison | Meilleurs buteurs | Meilleurs buteurs |
| Saison | Joueurs           | Buts              |
| ------ | ----------------- | ----------------- |
| 2015   | C.J. Sapong       | 9                 |
| 2016   | Chris Pontius     | 12                |
| 2017   | C.J. Sapong       | 17                |
| 2018   | Cory Burke        | 14                |
| 2019   | Kacper Przybylko  | 15                |

| Saison | Meilleurs buteurs | Meilleurs buteurs |
| Saison | Joueurs           | Buts              |
| ------ | ----------------- | ----------------- |
| 2020   | Sergio Santos     | 11                |
| 2021   | Kacper Przybylko  | 17                |
| 2022   | Dániel Gazdag     | 23                |

## Joueurs et personnalités du club

### Entraîneurs
De 2010 à 2012, le Union de Philadelphie est dirigé par l'ancien capitaine de l'équipe de Pologne et ancien joueur de la MLS, Piotr Nowak. Il a conduit le Fire de Chicago vers la victoire de la Coupe MLS en 1998, titre qu'il a gagné de nouveau en 2004, avec le D.C. United. Il a aussi entraîné l'équipe olympique des États-Unis et fut l'adjoint de Bob Bradley, l'ancien sélectionneur de l'équipe nationale des États-Unis. Le 31 mars 2011, Nowak est même nommé vice-président du club. Mais ce dernier est renvoyé à la suite de la mauvaise saison du club (neuvième de la conférence Est) le 14 juin 2012.
Le 7 novembre 2014, Jim Curtin est nommé définitivement comme coach principal. Il avait été entraineur par intérim à la suite du licenciement de John Hackworth.
Le tableau suivant présente la liste des entraîneurs du club depuis 2010.
| Rang | Entraîneur     | Nationalité | Début        | Fin             | Matchs | Victoires | Nuls | Défaites | % victoires | Palmarès              |
| ---- | -------------- | ----------- | ------------ | --------------- | ------ | --------- | ---- | -------- | ----------- | --------------------- |
| 1    | Piotr Nowak    | Pologne     | 28 mai 2009  | 13 juin 2012    | 81     | 23        | 25   | 33       | 28.40%      |                       |
| 2    | John Hackworth | États-Unis  | 13 juin 2012 | 10 juin 2014    | 77     | 25        | 20   | 32       | 32.47%      |                       |
| 3    | Jim Curtin     | États-Unis  | 10 juin 2014 | 7 novembre 2024 | 321    | 138       | 79   | 104      | 42.99%      | 1x Supporters' Shield |

### Effectif actuel (2025)
En grisé, les sélections de joueurs internationaux chez les jeunes mais n'ayant jamais été appelés aux échelons supérieurs une fois l'âge-limite dépassé ou les joueurs ayant pris leur retraite internationale.

## Infrastructures et aspects financiers

### Propriétaires
- 2008- :  Keystone Sports & Entertainment, LLC

Keystone Sports & Entertainment, LLC est un groupe d'investisseurs américains dirigé par Christopher et Robert Buccini, cofondateur du groupe Buccini/Pollin Group; Jay Sugarman, chef exécutif d'iStar Financial; James Nevels, l'ancien président de la commission sur la réforme de l'école publique de Philadelphie; William Doran, un avocat de Philadelphie et Nick Sakiewicz, un ancien de la MLS qui a travaillé pour le Red Bull New York et le Tampa Bay Mutiny. Le 15 juin 2020, le basketteur Kevin Durant acquiert 5% des parts dans le club.

### Stade
- Subaru Park; Chester (Pennsylvanie) (2010-aujourd'hui)
- Lincoln Financial Field; Philadelphie (2010-juillet 2010)

L'Union joue la plupart de leurs matchs à PPL Park, qui contient 18.500 places situé à l'angle sud-ouest de la Commodore Barry Bridge (US Route 322) . La structure a été conçue par Rossetti Architects et le Groupe Lieu ICON, avec la construction proprement dite contractée à Ardmore (Pennsylvanie) basée TN Ward Société. Conception PPL Park permet une vue dégagée sur la rivière Delaware pour environ soixante pour cent de ses spectateurs, et est la pièce maîtresse du processus de rénovation urbaine de Chester. L'Union s'entraîne à YSC Sports dans le Comté de Wayne (Pennsylvanie), une communauté située à 17 miles au nord de Chester 
En plus du Talen Energy Stadium, l'Union joue également certaines rencontres au Lincoln Financial Field, le stade de l'équipe de NFL des Philadelphia Eagles et celle de l'équipe universitaire de NCAA de Temple University. Avant l'achèvement du PPL Park, l'Union a joué son premier match à domicile au Lincoln Financial Field le 10 avril 2010, contre DC United, ainsi que leur rencontre du 15 mai contre le FC Dallas. Initialement prévu juste pour jouer uniquement son match d'ouverture au Lincoln Financial Field, l'Union est contraint d'y retourner pour son deuxième match en raison de retards dans la construction de son nouveau stade. Malgré tout, le Lincoln Financial Field reste une enceinte utilisée lors des rencontres prestigieuses comme lors d'un affrontement contre Manchester United au cours de leur tournée à l'été 2010. Pour le premier match à domicile, l'affluence environne les 37 500 spectateurs. Le 27 juin, l'Union inaugure officiellement sa nouvelle enceinte avec une victoire de 3-2 sur les Seattle Sounders FC.

## Image et identité

### Logos

Différents logo du Union de Philadelphie
Logo de 2010 à 2019
Logo depuis 2020

## Union II de Philadelphie

Logo du Bethlehem Steel FC.

Basé à Bethlehem, dans la vallée de Lehigh en Pennsylvanie, le Union II de Philadelphie évolue en USL Championship, le deuxième niveau dans la hiérarchie nord-américaine. L'équipe auparavant surnommée Steel FC de Bethlehem est annoncée le 14 juillet 2015 comme l'équipe réserve du Union de Philadelphie.

### Histoire
Alors que l'annonce de la création d'une franchise en USL Pro comme réserve de l'Union de Philadelphie intervient le 14 juillet 2015, le nom officiel, les couleurs ou encore le logo ne sont pas dévoilés. Le nom est soumis à un vote de la part des partisans entre le 8 et le 28 septembre, trois options étant présentées : Lehigh Valley Steel SC, Lehigh Valley Blast et Bethlehem Steel FC. Finalement, le 27 octobre suivant, le nom de Bethlehem Steel FC est retenu, son logo et ses couleurs sont alors dévoilés à l'occasion d'une cérémonie tenue au ArtsQuest de SteelStacks. Le nom de Steel FC fait référence au club historique du Steel de Bethlehem qui a évolué entre 1907 et 1930, remportant de multiples nationaux.
Le 29 octobre 2015, Brendan Burke, un membre de l'organisation de l'Union, est nommé entraineur-chef du Bethlehem Steel et est assisté de Jeff Cook et Stephen Hogan. Par la suite, le 3 décembre 2015, Derrick Jones, un jeune de l'académie, est annoncé comme le premier jour de l'équipe. Pour la première rencontre de son histoire, le Steel FC l'emporte sur le score de 1-0 face au FC Montréal au Stade olympique de Montréal le 25 mars 2016 en ouverture de la saison 2016 de USL, Fabian Herbers inscrit le premier but peu avant la pause.
Le Steel FC joue ses rencontres à domicile au Goodman Stadium, une enceinte d'une capacité de 16 000 spectateurs, situé à Bethlehem, et s'entraîne sur les terrains annexes du Talen Energy Stadium de Chester où l'équipe première joue ses parties.

### Bilan par saison
| Année | Ligue | Saison régulière | Saison régulière | Saison régulière | Saison régulière | Saison régulière | Saison régulière | Saison régulière | Saison régulière | Position | Position | Séries       | US Open Cup  |
| Année | Ligue | M                | V                | N                | D                | BP               | BC               | Pts              | Aff.             | Conf.    | Ligue    | Séries       | US Open Cup  |
| ----- | ----- | ---------------- | ---------------- | ---------------- | ---------------- | ---------------- | ---------------- | ---------------- | ---------------- | -------- | -------- | ------------ | ------------ |
| 2016  | USL   | 30               | 6                | 10               | 14               | 32               | 43               | 28               | 2 498            | 11e      | 25e      | Non qualifié | Non éligible |

### Logo et couleurs
Les couleurs du Bethlehem Steel FC sont le bleu marine, le rouge et l'or, une combinaison des couleurs de l'Union et de la formation historique du Steel FC. Le logo est allongé, représentant la fondation pour un nouveau programme de développement des jeunes joueurs et l'extension de l'organisation de l'Union de Philadelphie. Ses rivets dorés symbolisent la relation entre les clubs de Bethlehem et de Philadelphie. Le serpent fait référence au Join, or Die de Benjamin Franklin qui est pour la première fois apparu dans la Pennsylvania Gazette de 1754, mais aussi au Gadsden flag, un autre symbole de la révolution américaine. La poutre rouge au centre du logo est, quant à lui, un retour au logo original du Bethlehem Steel FC.
Ce n'est pas la première fois que l'Union rend un tel hommage au Bethlehem Steel FC puisqu'en février 2013, le club dévoile un troisième maillot avec les couleurs du Steel FC.